# Rodiles Fútbol Sala
Rodiles Fútbol Sala, cuyo nombre comercial es El Gaitero Rodiles FS debido al patrocinio de El Gaitero, es un club de fútbol sala de Villaviciosa, Asturias (España). Tiene equipos masculino y femenino. El equipo femenino, con una trayectoria más destacada, compite en Segunda División, mientras que el masculino lo hace en Tercera División. También tiene un equipo femenino "B" que compite en la división regional Femenino Senior Fútbol Sala.
El equipo femenino ascendió a Segunda División en 2017.
En 2021, su entrenador, Julio Delgado, recibió el galardón como Mejor Entrenador del Mundo de equipos femeninos otorgado en los Futsalplanet Futsal Awards.